# Hume al-Sayfi
Hume al-Sayfi, manchmal auch entsprechend der Umschrift aus dem Arabischen Humay oder Hummay, herrschte von 1068 bis 1080 und begründete die Sefuwa-Dynastie des Reiches Kanem östlich des Tschadsees. Sein Name wird in der Königschronik von Kanem-Bornu, dem Diwan, und in einer Schrift des ägyptischen Historikers Al-Maqrīzī erwähnt. Obgleich seine beiden Vorgänger von der Duguwa-Dynastie bereits Muslime waren, gilt er als der eigentliche Begründer des Islam in Kanem. Manche Autoren leiten seinen Namen aus (Mu)hamm(ad) ab.

## Bibliographie
- Dierk Lange: Le diwan des sultans du Kanem-Bornu, Wiesbaden 1977 (hier S. 68–69).
- N. Levtzion und A. Hopkins: Corpus of Early Arabic Sources for West African History, Cambridge 1981 (hier S. 428 Fn. 8).

| Personendaten    | Personendaten                                           |
| ---------------- | ------------------------------------------------------- |
| NAME             | Hume al-Sayfi                                           |
| ALTERNATIVNAMEN  | Humay; Hummay                                           |
| KURZBESCHREIBUNG | afrikanischer Herrscher, begründete die Sefuwa-Dynastie |
| GEBURTSDATUM     | vor 1068                                                |
| STERBEDATUM      | nach 1080                                               |